# きさらぎ賞
きさらぎ賞（きさらぎしょう）は、日本中央競馬会（JRA）が京都競馬場で施行する中央競馬の重賞競走（GIII）である。
競走名の「きさらぎ（如月）」は、陰暦の2月を表す異称。
2023年までNHK（名古屋放送局→京都放送局）が寄贈賞を提供していたが、NHKの寄贈賞が東京競馬場開催のGINHKマイルカップに一本化されるため、2024年（令和6年）から寄贈賞が無くなることになった。
JRAの重賞でレース名が平仮名なのは当競走としらさぎステークス及びみやこステークスの3つである。

## 概要
1961年に創設された、4歳（現3歳）馬限定の重賞競走。1962年の第2回から2023年の第63回まで（NHK賞）の副称がつけられていた。
創設時は中京競馬場の砂1200mで施行。その後は砂1700mへの変更を経て、1971年から1986年までは中京競馬場・芝1800mで施行していた。1987年からは京都競馬場・芝2000mに変更され、1991年から京都競馬場・芝1800m（外回り）で行われている。
格付表記は2007年に日本がパートI国に昇格した際「JpnIII」に変更、2009年から国際格付の「GIII」に変更された。
外国産馬は1972年から出走可能になった。1996年には特別指定交流競走に指定され、地方競馬所属馬の出走が可能になったほか、2009年には国際競走に指定され外国馬の出走も可能になった。

先述の通り2023年まではNHK賞の副称がつけられていたが、テレビ番組のみ存在する中央競馬の中継番組における対象波である総合テレビ、BS1で中継したことは一度もない。

### 競走条件
以下の内容は、2025年現在のもの。
出走資格：サラ系3歳
- JRA所属馬
- 地方競馬所属馬（2頭まで）
- 外国調教馬（優先出走）
- 負担重量：馬齢重量（牡・騸馬57キロ、牝馬55キロ）

### 賞金
2025年の1着賞金は4100万円で、以下2着1600万円、3着1000万円、4着620万円、5着410万円。

## 歴史
- 1961年 - 4歳（現3歳）の馬による重賞競走として創設、中京競馬場の砂1200mで施行[4]。
- 1962年 - この年以降、（NHK賞）の副称がつく[1]。
- 1972年 - 混合競走に指定[1]。
- 1984年 - グレード制導入によりGIII[注 4]に格付け。
- 1996年 - 特別指定交流競走に指定され、地方競馬所属馬は2頭まで出走可能となる[1]。
- 2001年 - 馬齢表示の国際基準への変更に伴い、競走条件を「4歳」から「3歳」に変更。
- 2007年 - 日本のパートI国昇格に伴い、格付表記をJpnIIIに変更[6]。
- 2009年[7]
  - 国際競走に変更され、外国調教馬は8頭まで出走可能となる。
  - 格付表記をGIII（国際格付）に変更。
- 2015年 - 出走可能頭数を18頭に拡大。これに伴い外国調教馬は9頭まで出走可能となる[8]。
- 2021年 
  - 京都競馬場の整備工事に伴い、中京競馬場芝2000mで施行（2022年・2023年も同様）[9][10]。
  - 新型コロナウイルス感染拡大防止のため「無観客競馬」として実施[11]。
- 2024年 
  - 負担重量を馬齢重量に変更。
  - 正賞の「NHK賞」が外れる。

### 歴代優勝馬
優勝馬の馬齢は、2000年以前も現行表記に揃えている。
コース種別を表記していない距離は、芝コースを表す。
| 回数   | 施行日        | 競馬場 | 距離    | 優勝馬             | 性齢 | タイム | 優勝騎手       | 管理調教師 | 馬主                                 |
| ------ | ------------- | ------ | ------- | ------------------ | ---- | ------ | -------------- | ---------- | ------------------------------------ |
| 第1回  | 1961年2月19日 | 中京   | 砂1200m | スギヒメ           | 牝3  | 1:14.2 | 諏訪眞         | 諏訪佐市   | 小杉咲枝                             |
| 第2回  | 1962年2月18日 | 中京   | 砂1200m | ライジングマサル   | 牡3  | 1:14.7 | 吉永猛         | 渋川久作   | 小林策郎                             |
| 第3回  | 1963年2月10日 | 中京   | 砂1200m | アイスブルー       | 牡3  | 1:14.2 | 武邦彦         | 武輔彦     | 仙石襄（ジョー・エス）               |
| 第4回  | 1964年2月9日  | 中京   | 砂1200m | フラミンゴ         | 牝3  | 1:13.2 | 吉永正人       | 松山吉三郎 | 中内佐光                             |
| 第5回  | 1965年2月28日 | 中京   | 砂1700m | ダイコーター       | 牡3  | 1:47.5 | 栗田勝         | 柴田不二男 | 橋元幸吉                             |
| 第6回  | 1966年2月27日 | 中京   | 砂1700m | タイシユウ         | 牡3  | 1:47.8 | 瀬戸口勉       | 上田武司   | 中山芳雄                             |
| 第7回  | 1967年2月19日 | 中京   | 砂1700m | シバフジ           | 牡3  | 1:48.7 | 四位満教       | 浅見国一   | 内芝伝一                             |
| 第8回  | 1968年2月18日 | 中京   | 砂1700m | マーチス           | 牡3  | 1:46.0 | 武邦彦         | 伊藤修司   | 大久保常吉                           |
| 第9回  | 1969年2月16日 | 中京   | 砂1700m | タカツバキ         | 牡3  | 1:46.7 | 田口光雄       | 松田由太郎 | 若林重造                             |
| 第10回 | 1970年2月8日  | 京都   | 1600m   | タニノムーティエ   | 牡3  | 1:42.4 | 安田伊佐夫     | 島崎宏     | 谷水信夫                             |
| 第11回 | 1971年2月21日 | 中京   | 1800m   | ヒカルイマイ       | 牡3  | 1:50.1 | 田島良保       | 谷八郎     | 岸根蔵之助                           |
| 第12回 | 1972年2月20日 | 中京   | 1800m   | ヒデハヤテ         | 牡3  | 1:52.1 | 福永洋一       | 伊藤修司   | 伊藤英夫                             |
| 第13回 | 1973年2月11日 | 中京   | 1800m   | クリオンワード     | 牡3  | 1:50.7 | 安田伊佐夫     | 栗田勝     | 樫山純三                             |
| 第14回 | 1974年2月10日 | 中京   | 1800m   | キタノカチドキ     | 牡3  | 1:50.2 | 武邦彦         | 服部正利   | 初田豊                               |
| 第15回 | 1975年2月9日  | 中京   | 1800m   | スリーフラム       | 牡3  | 1:51.4 | 稲部和久       | 諏訪佐市   | 永井商事（株）                       |
| 第16回 | 1976年2月8日  | 中京   | 1800m   | スピリットスワプス | 牡3  | 1:49.8 | 中野栄治       | 荒木静雄   | ローヤル（株）                       |
| 第17回 | 1977年2月13日 | 中京   | 1800m   | リュウキコウ       | 牡3  | 1:48.9 | 久保敏文       | 久保道雄   | 三好笑子                             |
| 第18回 | 1978年2月12日 | 中京   | 1800m   | インターグシケン   | 牡3  | 1:52.1 | 武邦彦         | 日迫清     | 松岡正雄                             |
| 第19回 | 1979年2月11日 | 中京   | 1800m   | ネーハイジェット   | 牡3  | 1:52.3 | 岩元市三       | 布施正     | 内海都一                             |
| 第20回 | 1980年2月10日 | 中京   | 1800m   | ノトダイバー       | 牡3  | 1:50.1 | 加用正         | 北橋修二   | （有）能登                           |
| 第21回 | 1981年2月8日  | 中京   | 1800m   | リードワンダー     | 牡3  | 1:48.9 | 田島信行       | 服部正利   | 熊本芳雄                             |
| 第22回 | 1982年2月14日 | 中京   | 1800m   | ワカテンザン       | 牡3  | 1:49.2 | 小谷内秀夫     | 戸山為夫   | 小塚美近                             |
| 第23回 | 1983年2月13日 | 中京   | 1800m   | ニホンピロウイナー | 牡3  | 1:50.1 | 武邦彦         | 服部正利   | 小林百太郎                           |
| 第24回 | 1984年2月12日 | 中京   | 1800m   | ゴールドウェイ     | 牡3  | 1:49.4 | 田島良保       | 日迫良一   | 小林廣仲                             |
| 第25回 | 1985年2月10日 | 中京   | 1800m   | イブキカネール     | 牡3  | 1:51.9 | 出口隆義       | 内藤繁春   | （有）伊吹                           |
| 第26回 | 1986年2月9日  | 中京   | 1800m   | フミノアプローズ   | 牡3  | 1:50.8 | 丸山勝秀       | 土門一美   | 谷二                                 |
| 第27回 | 1987年2月15日 | 京都   | 2000m   | トチノルーラー     | 牡3  | 2:04.6 | 蛯沢誠治       | 栗田博憲   | 早乙女光男                           |
| 第28回 | 1988年2月14日 | 京都   | 2000m   | マイネルフリッセ   | 牡3  | 2:04.3 | 武豊           | 中村均     | （株）サラブレッドクラブ・ラフィアン |
| 第29回 | 1989年2月12日 | 京都   | 2000m   | ナイスナイスナイス | 牡3  | 2:03.6 | 丸山勝秀       | 長浜博之   | 誓山正伸                             |
| 第30回 | 1990年2月11日 | 阪神   | 2000m   | ハクタイセイ       | 牡3  | 2:04.1 | 須貝尚介       | 布施正     | 渡辺重夫                             |
| 第31回 | 1991年2月10日 | 京都   | 1800m   | シンホリスキー     | 牡3  | 1:48.2 | 南井克巳       | 岩元市三   | 林幸雄                               |
| 第32回 | 1992年2月16日 | 京都   | 1800m   | ヒシマサル         | 牡3  | 1:48.5 | 田島信行       | 佐山優     | 阿部雅一郎                           |
| 第33回 | 1993年2月14日 | 京都   | 1800m   | ツジユートピアン   | 牡3  | 1:48.1 | 田原成貴       | 伊藤修司   | 辻俊夫                               |
| 第34回 | 1994年2月6日  | 阪神   | 2000m   | サムソンビッグ     | 牡3  | 2:07.4 | 田所秀孝       | 鹿戸幸治   | 田中由子                             |
| 第35回 | 1995年2月5日  | 京都   | 1800m   | スキーキャプテン   | 牡3  | 1:47.6 | 武豊           | 森秀行     | （有）社台レースホース               |
| 第36回 | 1996年2月4日  | 京都   | 1800m   | ロイヤルタッチ     | 牡3  | 1:48.2 | O.ペリエ       | 伊藤雄二   | 太田美實                             |
| 第37回 | 1997年2月2日  | 京都   | 1800m   | ヒコーキグモ       | 牡3  | 1:49.1 | 松永幹夫       | 谷潔       | 小田切有一                           |
| 第38回 | 1998年2月8日  | 京都   | 1800m   | スペシャルウィーク | 牡3  | 1:51.3 | 武豊           | 白井寿昭   | 臼田浩義                             |
| 第39回 | 1999年2月7日  | 京都   | 1800m   | ナリタトップロード | 牡3  | 1:49.1 | 渡辺薫彦       | 沖芳夫     | 山路秀則                             |
| 第40回 | 2000年2月13日 | 京都   | 1800m   | シルヴァコクピット | 牡3  | 1:48.0 | 武豊           | 安田隆行   | 金子真人                             |
| 第41回 | 2001年2月11日 | 京都   | 1800m   | アグネスゴールド   | 牡3  | 1:47.9 | 河内洋         | 長浜博之   | 渡辺孝男                             |
| 第42回 | 2002年2月10日 | 京都   | 1800m   | メジロマイヤー     | 牡3  | 1:47.6 | 飯田祐史       | 田島良保   | （有）メジロ牧場                     |
| 第43回 | 2003年2月16日 | 京都   | 1800m   | ネオユニヴァース   | 牡3  | 1:49.6 | 福永祐一       | 瀬戸口勉   | （有）社台レースホース               |
| 第44回 | 2004年2月15日 | 京都   | 1800m   | マイネルブルック   | 牡3  | 1:48.0 | 藤田伸二       | 田村康仁   | （株）サラブレッドクラブ・ラフィアン |
| 第45回 | 2005年2月13日 | 京都   | 1800m   | コンゴウリキシオー | 牡3  | 1:48.5 | 藤田伸二       | 山内研二   | 金岡久夫                             |
| 第46回 | 2006年2月12日 | 京都   | 1800m   | ドリームパスポート | 牡3  | 1:47.4 | 安藤勝己       | 松田博資   | ジョイ・レースホース（株）           |
| 第47回 | 2007年2月11日 | 京都   | 1800m   | アサクサキングス   | 牡3  | 1:48.8 | 武幸四郎       | 大久保龍志 | 田原慶子                             |
| 第48回 | 2008年2月17日 | 京都   | 1800m   | レインボーペガサス | 牡3  | 1:48.8 | O.ペリエ       | 鮫島一歩   | 吉村敏治                             |
| 第49回 | 2009年2月15日 | 京都   | 1800m   | リーチザクラウン   | 牡3  | 1:48.9 | 武豊           | 橋口弘次郎 | 臼田浩義                             |
| 第50回 | 2010年2月14日 | 京都   | 1800m   | ネオヴァンドーム   | 牡3  | 1:48.6 | M.デムーロ     | 藤原英昭   | 小林仁幸                             |
| 第51回 | 2011年2月6日  | 京都   | 1800m   | トーセンラー       | 牡3  | 1:47.6 | M.デムーロ     | 藤原英昭   | 島川隆哉                             |
| 第52回 | 2012年2月5日  | 京都   | 1800m   | ワールドエース     | 牡3  | 1:47.0 | 小牧太         | 池江泰寿   | （有）サンデーレーシング             |
| 第53回 | 2013年2月3日  | 京都   | 1800m   | タマモベストプレイ | 牡3  | 1:48.9 | 和田竜二       | 南井克巳   | タマモ（株）                         |
| 第54回 | 2014年2月9日  | 京都   | 1800m   | トーセンスターダム | 牡3  | 1:47.6 | 武豊           | 池江泰寿   | 島川隆哉                             |
| 第55回 | 2015年2月8日  | 京都   | 1800m   | ルージュバック     | 牝3  | 1:48.6 | 戸崎圭太       | 大竹正博   | （有）キャロットファーム             |
| 第56回 | 2016年2月7日  | 京都   | 1800m   | サトノダイヤモンド | 牡3  | 1:46.9 | C.ルメール     | 池江泰寿   | 里見治                               |
| 第57回 | 2017年2月5日  | 京都   | 1800m   | アメリカズカップ   | 牡3  | 1:50.1 | 松若風馬       | 音無秀孝   | 谷掛龍夫                             |
| 第58回 | 2018年2月4日  | 京都   | 1800m   | サトノフェイバー   | 牡3  | 1:48.8 | 古川吉洋       | 南井克巳   | （株）サトミホースカンパニー         |
| 第59回 | 2019年2月3日  | 京都   | 1800m   | ダノンチェイサー   | 牡3  | 1:49.0 | 川田将雅       | 池江泰寿   | （株）ダノックス                     |
| 第60回 | 2020年2月9日  | 京都   | 1800m   | コルテジア         | 牡3  | 1:48.3 | 松山弘平       | 鈴木孝志   | 前田幸治                             |
| 第61回 | 2021年2月7日  | 中京   | 2000m   | ラーゴム           | 牡3  | 2:01.0 | 北村友一       | 斉藤崇史   | 林正道                               |
| 第62回 | 2022年2月6日  | 中京   | 2000m   | マテンロウレオ     | 牡3  | 2:00.5 | 横山典弘       | 昆貢       | 寺田千代乃                           |
| 第63回 | 2023年2月5日  | 中京   | 2000m   | フリームファクシ   | 牡3  | 1:59.7 | 川田将雅       | 須貝尚介   | 金子真人ホールディングス（株）       |
| 第64回 | 2024年2月4日  | 京都   | 1800m   | ビザンチンドリーム | 牡3  | 1:46.8 | R.ピーヒュレク | 坂口智康   | 吉田和美                             |
| 第65回 | 2025年2月9日  | 京都   | 1800m   | サトノシャイニング | 牡3  | 1:47.0 | 西村淳也       | 杉山晴紀   | 里見治                               |